# Abbotsford Heat
Gli Abbotsford Heat sono stati una squadra di hockey su ghiaccio dell'American Hockey League con sede nella città di Abbotsford, nella provincia della Columbia Britannica. Nati nel 2009 e sciolti nel 2014 sono stati affiliati ai Calgary Flames, franchigia della National Hockey League.

## Storia
I Flames decisero di trasferire la loro formazione affiliata nella regione della Fraser Valley dopo aver giocato due stagioni a Moline in Illinois con il nome di Quad City Flames. Il trasferimento della squadra fu approvato ufficialmente il 28 aprile 2009.
In questo modo la squadra di Abbotsford diventò quella più a ovest dell'intera AHL. In termini di distanza la squadra più vicina agli Heat era quella degli Oklahoma City Barons, con sede a Oklahoma City, città lontana circa 2.250 km. Gli Heat allora erano l'unica franchigia della AHL posta al di là delle Montagne Rocciose e nel fuso orario UTC-8. Perciò in modo da ridurre i costi di trasferimento le formazioni in trasferta disputavano due incontri consecutivi ad Abbotsford, mentre spesso gli Heat facevano altrettanto nelle trasferte disputate a est.
Nell'estate del 2014 la franchigia si trasferì a Glens Falls dove assunse il nome di Adirondack Flames.

### Affiliazioni
Nel corso della loro storia gli Abbotsford Heat sono stati affiliati alle seguenti franchigie della National Hockey League:
- Calgary Flames: (2009-2014)

## Record stagione per stagione
| Stagione        | Division | Gare | V  | S  | OTL | SOL | Punti | GF  | GS  | Piazzamento | Play-off                                                     |
| --------------- | -------- | ---- | -- | -- | --- | --- | ----- | --- | --- | ----------- | ------------------------------------------------------------ |
| Abbotsford Heat |          |      |    |    |     |     |       |     |     |             |                                                              |
| 2010-11         | North    | 80   | 39 | 29 | 5   | 7   | 90    | 217 | 231 | 3°          | vince 1º turno (Rochester) 4-3 perde 2º turno (Hamilton) 2-4 |
| 2010-11         | North    | 80   | 38 | 32 | 4   | 6   | 86    | 186 | 212 | 4°          |                                                              |
| 2011-12         | West     | 76   | 42 | 26 | 3   | 5   | 92    | 200 | 201 | 2°          | vince 1º turno (Milwaukee) 3-0 perde 2º turno (Toronto) 1-4  |
| 2012-13         | North    | 76   | 34 | 32 | 4   | 6   | 78    | 171 | 198 | 4°          |                                                              |
| 2013-14         | West     | 76   | 43 | 25 | 5   | 3   | 94    | 237 | 215 | 2°          | perde 1º turno (Grand Rapids) 1-3                            |

## Record della franchigia

### Singola stagione
Gol: 30  Krys Kolanos (2011-12)
Assist: 40  Ben Walter (2011-12)
Punti: 61  Krys Kolanos (2011-12)
Minuti di penalità: 267  J.D. Watt (2009-10)
Vittorie: 30  Leland Irving (2010-11)
Media gol subiti: 2.10  Jean-Philippe Lamoureux (2010-11)
Parate %: .927  Danny Taylor (2011-12)

### Carriera
Gol: 41  Krys Kolanos
Assist: 59  Ben Walter
Punti: 86  Ben Walter
Minuti di penalità: 340  J.D. Watt
Vittorie: 52  Leland Irving
Shutout: 12  Leland Irving
Partite giocate: 181  Chris Breen